# Mebodes (nobre)
Mebodes, também conhecido como Mabode (Mahbodh) nas fontes persas, foi um general do século VI que atuou no reinado do xá Cavades I (r. 499–531). Membro da Casa de Surena e possível pai ou avô do emissário Mebodes, é citado pela primeira vez em 525/6 quando foi enviado para negociar com os oficiais bizantinos Hipácio e Rufino. Com o colapso das negociações, Mebodes acusou seu companheiro Seoses de ter sabotado a missão.
Um aspabedes por 525/6, tornou-se, após a queda de Seoses, sarnacorganes (chefe dos corganos, os governadores). Confidente íntimo e assessor de Cavades, ajudou-o a assegurar sua sucessão por seu filho favorito Cosroes I (r. 531–579). Logo depois, contudo, foi executado por Cosroes sob falsas alegações feitas contra ele por Zaberganes.